# 1851 في المملكة المتحدة
فيما يلي قوائم الأحداث التي وقعت خلال عام 1851 في المملكة المتحدة.

## سياسة

### انتهاء فترة المنصب
- 26 ديسمبر – لورد بالمرستون وزير الدولة للشؤون الخارجية وشؤون الكومنولث [الإنجليزية]‏.

## مواليد

### مارس
- 15 مارس – وليام ميتشل رامزي[1]

### أبريل
- 28 أبريل – جين كوبدن

### مايو
- 15 مايو – هربرت لاوفورد لاعب كرة مضرب من المملكة المتحدة.

### يونيو
- 15 يونيو – إرنست هوارد غريفيث فيزيائي بريطاني.[2]
- 19 يونيو – سيلفانوس طومسون[3]
- 21 يونيو – فريدريك غرين لاعب كرة قدم إنجليزي.
- 28 يونيو – بروس سميث سياسي أسترالي.

### يوليو
- 8 يوليو – آرثر إيفانز[4]

### سبتمبر
- 20 سبتمبر – هنري آرثر جونز[5]

### ديسمبر
- 31 ديسمبر – فريدريك سيلوس[6]

## وفيات

### يناير
- 20 يناير – دونالد ماكنزي (مواليد 1783) مستكشف أمريكي.[7]

### فبراير
- 1 فبراير – ماري شيلي (مواليد 1797)[8]

### مارس
- 4 مارس – جيمس ريتشلردسون (مواليد 1809) مستكشف من المملكة المتحدة.

### يوليو
- 6 يوليو – ديفيد موير ماكبث (مواليد 1798)[9]
- 7 يوليو – جيمس ميلر (مواليد 1776) سياسي أمريكي.[10]

### أكتوبر
- 22 أكتوبر – ماري مارثا شيروود (مواليد 1775)

### نوفمبر
- 18 نوفمبر – إرنست أوغسطس الأول ملك هانوفر (مواليد 1771)[11]

### ديسمبر
- 19 ديسمبر – تيرنر (مواليد 1775)[12]